# Russell Howard
Russell Joseph Howard (Bath, 23 maart 1980) is een Engelse komiek, bekend om zijn improvisatiekunsten, waarmee hij verschillende prijzen won. Hij werd tweede in de top tien van "Britain's Funniest Comics 2005" in het blad Zoo en won de "Best Compère" in de Chortle Awards van 2006. Ook was hij in 2006 genomineerd voor een if.comeddie award (voorheen Perrier comedy award) voor Wandering, zijn programma op de Edinburgh Fringe.

## Biografie
Howard werd geboren in Bath Somerset. Hij heeft een zus, Kerry, en een broer, Daniel. Hij refereert vaak aan het feit dat ze vroeger veel honden hebben gehad. Tot 1996 ging hij naar de Perins Comunity School in New Alresford (Hampshire).
Hij woont nog steeds in Bristol, en zijn vriendin heet Cerys.

## Carrière
Howard heeft, naast zijn stand-upwerk, veel bijdragen geleverd aan radio- en televisieprogramma's.
In 2004 werd hem door BBC Radio 1 gevraagd een comedyserie te maken, The Milk Run. Op BBC Radio 4 verscheen hij in de programma's Banter en Political Animal. Sinds november 2006 presenteert hij een eigen radioprogramma op BBC 6 Music, samen met collega Jon Richardson.
Howard was regelmatig te gast in Mock the Week en Never Mind the Buzzcocks.